# Pandemia de COVID-19 no navio Diamond Princess

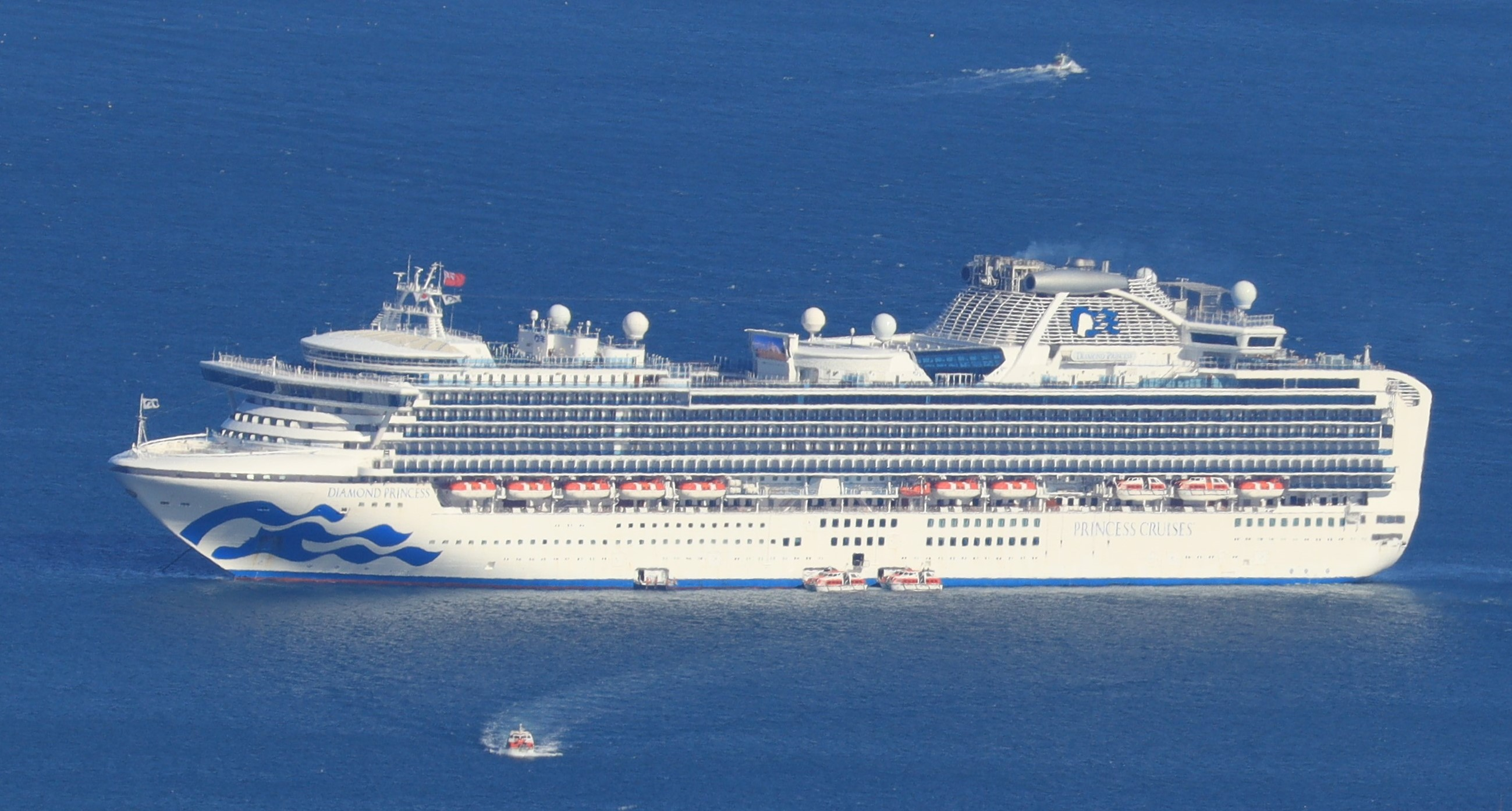
O Diamond Princess, em 2014.

A Pandemia de coronavírus em 2020 no navio Diamond Princess ocorreu quando o mesmo estava em águas japonesas, e em 20 de janeiro de 2020, um hóspede de 80 anos de Hong Kong embarcou em Yokohama, tendo desembarcado em Hong Kong em 25 de janeiro. Em 1 de fevereiro, seis dias depois de deixar o navio, ele visitou um hospital local de Hong Kong, onde testou positivo para COVID-19. O navio deveria partir de Yokohama para seu próximo cruzeiro em 4 de fevereiro, mas anunciou um atraso no mesmo dia para permitir às autoridades japonesas rastrear e testar passageiros e tripulantes ainda a bordo. Em 5 de fevereiro, as autoridades anunciaram resultados positivos para o novo coronavírus de 2019 para dez pessoas a bordo, o cancelamento do cruzeiro e a entrada em quarentena do navio.

## Quarentena
Um total de 3.700 passageiros e tripulantes foram colocados em quarentena pelo Ministério da Saúde, Trabalho e Bem-Estar do Japão pelo que se esperava ser um período de 14 dias, próximo ao Porto de Yokohama. Em 7 de fevereiro, o número total de pessoas a bordo com infecções confirmadas por COVID-19 aumentou para 61. Outros três casos foram detectados em 8 de fevereiro, elevando o total para 64. Em 9 de fevereiro, 6 casos foram detectados, enquanto outros 65 foram detectados em 10 de fevereiro, elevando o total para 135.
Em 11 de fevereiro, mais 39 pessoas deram positivo para o COVID-19, incluindo o caso de um oficial de quarentena, elevando o total para 174. Relatou-se que passageiros com casos confirmados foram levados para terra para tratamento. Em 13 de fevereiro, mais 44 pessoas deram positivo para COVID-19, elevando o total para 218. Em 15 de fevereiro, mais 67 pessoas foram infectadas, elevando o total para 285. Em 16 de fevereiro, mais 70 pessoas foram infectadas, elevando o total para 355. No dia seguinte, em 17 de fevereiro, o Ministério da Saúde, Trabalho e Bem-Estar confirmou mais 99 casos, elevando o total para 454, dos quais 33 tripulantes totalizaram 33; em 18 de fevereiro, outros 88 casos foram confirmados, trazendo o total para 542.
Kentaro Iwata, especialista em doenças infecciosas da Universidade de Kobe que visitou o navio, criticou fortemente o gerenciamento da situação em dois vídeos amplamente divulgados no YouTube, publicados em 18 de fevereiro. Ele chamou a Diamond Princess de "moinho COVID-19". Ele diz que as áreas possivelmente contaminadas pelo vírus não estavam separadas das áreas livres de vírus, houve inúmeras falhas nas medidas de controle de infecções e que não havia ninguém encarregado da prevenção de infecções como profissional, os burocratas estavam encarregados de tudo. As autoridades japonesas negaram as acusações. Enquanto os Centros de Controle e Prevenção de Doenças dos Estados Unidos elogiaram os esforços para instituir medidas de quarentena, sua avaliação foi de que pode não ter sido suficiente para impedir a transmissão entre indivíduos no navio.
Anthony Fauci, diretor do Instituto Nacional de Alergia e Doenças Infecciosas dos EUA, afirmou que o processo de quarentena havia falhado. Um dia depois, Yoshihiro Takayama, um conhecido de Iwata e médico que trabalha na Diamond Princess, apontou o que ele descreveu como erros na descrição de Iwata da situação em um post no Facebook que se tornou viral. No dia seguinte, em 20 de fevereiro, Iwata removeu seus vídeos e pediu desculpas aos envolvidos, embora ainda insistisse que a situação no navio era caótica. Um relatório preliminar do Instituto Nacional de Doenças Infecciosas (NIID) do Japão estimou que a maior parte da transmissão no navio ocorreu antes da quarentena, embora tenha sido baseada nos primeiros 184 casos.

## Vítimas
Dois passageiros morreram em 20 de fevereiro e um terceiro em 23 de fevereiro, todos os três cidadãos japoneses na faixa dos 80 anos. Um quarto passageiro, um japonês idoso, morreu de acordo com um relatório de 25 de fevereiro. A sexta vítima, um cidadão britânico, morreu em 28 de fevereiro.